# Desaladora Campo de Dalías
La desaladora Campo de Dalías es una desaladora de gran capacidad situada en El Ejido, en la comarca del Campo de Dalías de Almería.
La instalación, una de las más grandes de Europa, fue impulsada por el Ministerio de Agricultura, Alimentación y Medio Ambiente a través de Acuamed y entró en funcionamiento en 2015.
Se trata de una desaladora de gran capacidad de agua de mar, con capacidad de producción de 30 hm3/año, para el abastecimiento de la población y el riego agrícola de los cultivos de la agricultura intensiva del Campo de Dalías. Los procesos que lleva a cabo son la captación del agua bruta, el pretratamiento mediante doble etapa de filtración, el proceso de ósmosis inversa, post tratamiento, bombeo y almacenamiento y distribución del agua tratada.
Los archipiélagos canario y balear, además del litoral mediterráneo tienen un gran desequilibrio hídrico ya que la demanda de agua no se corresponde con la disponibilidad del agua potable. En 1995 de la Confederación Hidrográfica del Sur declaró la sobreexplotación del acuífero del Poniente Almeriense. La desaladora se enmarcó dentro la Ley 11/2005 del Plan Hidrológico Nacional y entró en funcionamiento en 2015.